# Рожок для кормления

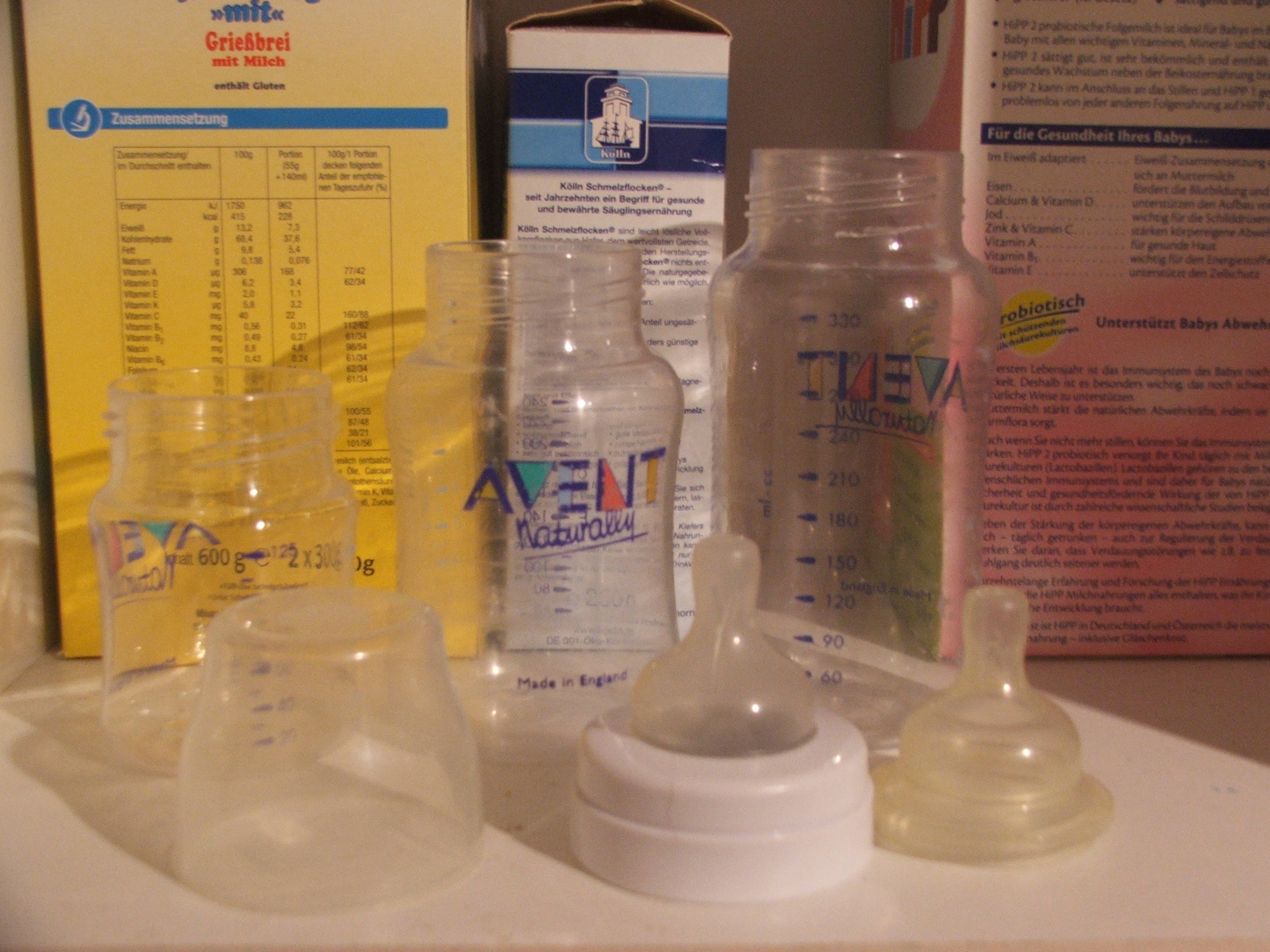
Современные рожки

Рожок — бутылочка с надетой на ней соской (имитирующей сосок), предназначенная для искусственного кормления детей (или животных). Со временем детский рожок менял форму и строение.

## Размеры и форма

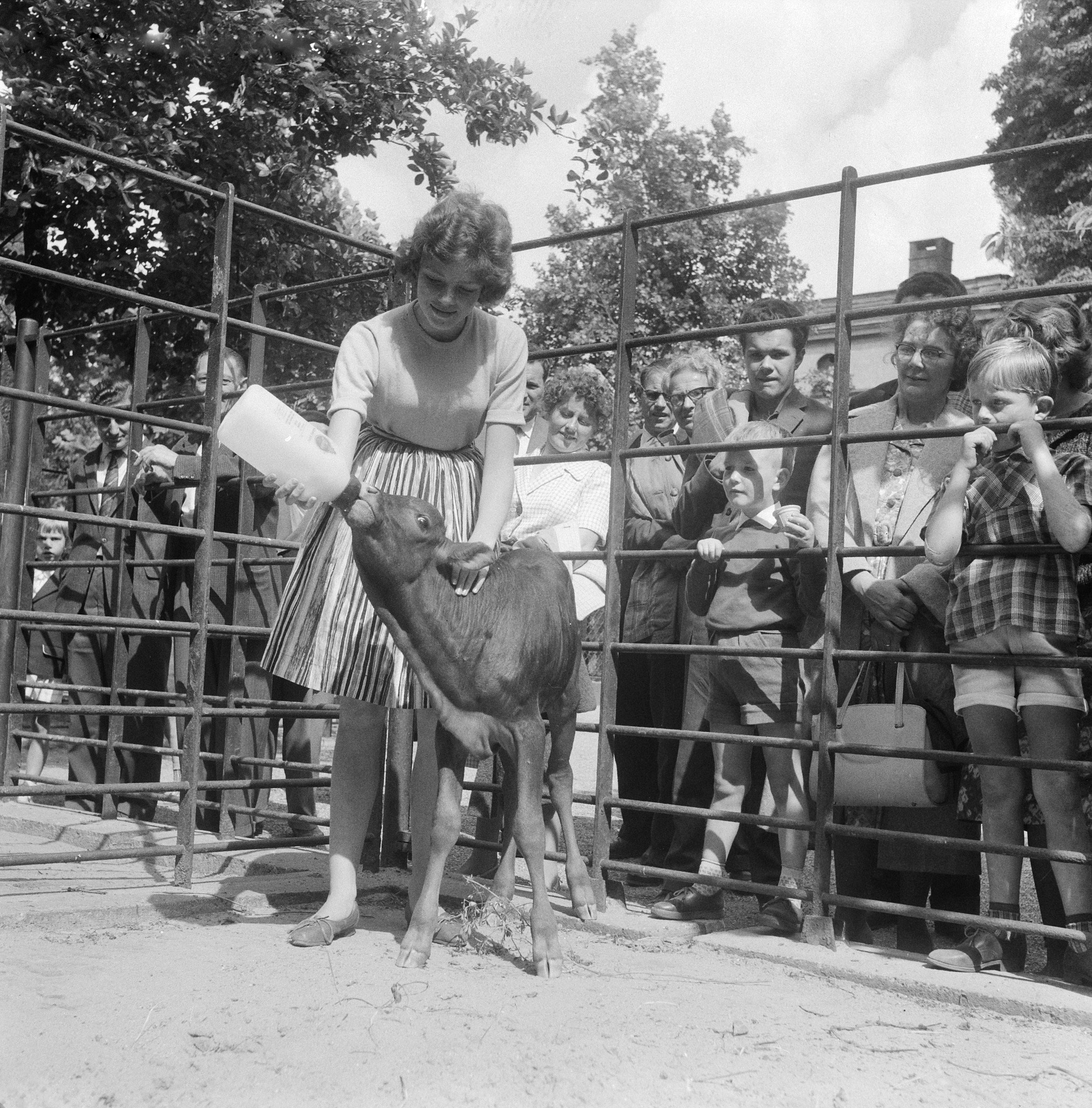
Кормление телёнка молоком из бутылочки с соской

В состав современного детского рожка входят обычно: полимерная бутылочка, соска, кольцо, фиксирующее соску на бутылке, крышка для закрытия соски и — иногда — одноразовый вкладыш. Раньше были соски надеваемые непосредственно на узкое горлышко стеклянных бутылочек, аналогичные применяются также в ветеринарии и животноводстве.
Стандартные размеры бутылки 125, 240, 270 и 330 мл для детского питания, для кормления животных, к примеру телят, могут быть до 2 л и более. Отношение высоты к ширине бутылочек имеет значение, поскольку бутылочка должна удерживаться при использовании при нормальном наклоне. Есть асимметричные бутылки, которые обеспечивают удержание расположения соски, если бутылка наклонена в определённом направлении.

Кормление младенца из бутылочки. Фото Т. Т. Хэммонда, Москва, 1964 год

Для изготовления обычно используется стекло и поликарбонат. Недостатки стеклянных бутылочек заключаются в том, что они тяжёлые и хрупкие. Эти факторы становятся особенно значительными, когда ребёнок начинает держать бутылку сам. Бутылочки из поликарбоната, согласно исследованиям, небезопасны для малышей: в процессе стерилизации при термической обработке или при активном мытье такие бутылочки начинают выделять бисфенол А — ядовитое вещество, отрицательно воздействующее на нервную и мочеполовую системы. Именно поэтому, например, в Канаде использование поликарбонатных бутылочек запрещено.

### Соска

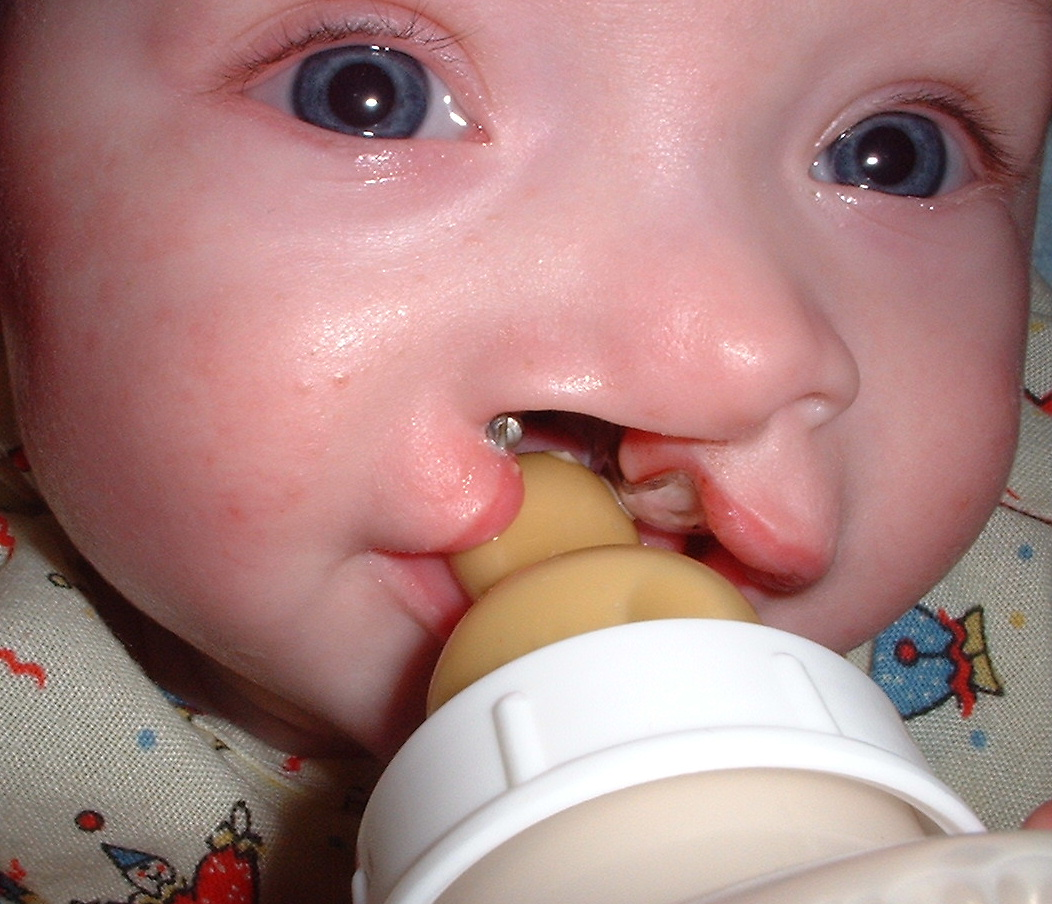
Кормление из бутылочка ребёнка с заячьей губой и волчьей пастью

Соски различаются по скорости потока и подбираются по возрасту ребёнка. Существуют сменные соски. Соска имеет обычно ряд отверстий 3:59, их применение зависит от возраста ребёнка и вязкости содержимого бутылки. Некоторые из них оборудованы всасывающей клапанной системой, чтобы предотвратить поглощение воздуха при всасывании, поскольку это может вызвать у ребёнка колики.
Существуют специализированные соски, которые имитируют форму груди, чтобы помочь детям при переходе между бутылочкой и грудью.
Соски изготавливаются из латекса и силиконов. Последние менее аллергенные.

### Антивакуумные бутылочки
Соска такой бутылочки изготавливаются с клапаном дополнительного воздуха, который позволяет воздуху поступать в бутылку, пока ребёнок пьёт, без необходимости нарушать всасывание ребёнка во время кормления. Соска такой бутылки у основания имеет «антивакуумную юбку», где она образует уплотнение с бутылкой. «Юбка» действует как односторонний клапан, который позволяет воздуху поступать в бутылку, но не пропускает наружу жидкость. Когда уплотнительное кольцо затягивается слишком сильно, то «юбка» сжимается так, что клапан не может открыться, и выход содержимого бутылки из-за этого по неосторожности блокируется (на это необходимо обращать внимание).
Существуют бутылочки, где воздушный клапан располагается в дне тары: он сам открывается в момент совершения ребёнком сосательных движений.